# Burt Ward
Burt Ward, geboren als Bert John Gervis Jr (Los Angeles, 6 juli 1945), is een Amerikaans acteur. Zijn artiestennaam is een samenstelling van een aanpassing van zijn voornaam en de meisjesnaam van zijn moeder. Ward maakte in 1966 zijn acteerdebuut als Dick Grayson en zijn alter ego Robin in de camp-televisieserie Batman, waarin hij 120 afleveringen speelde. Datzelfde jaar maakte hij zijn filmdebuut als hetzelfde personage in een gelijknamige film, die voortvloeide uit de serie. In 2020, bijna acht jaar na zijn Batman-collega Adam West, kreeg Ward een ster op de Hollywood Walk of Fame. Hun sterren liggen vlak bij elkaar.

## Filmografie
- Return to the Batcave: The Misadventures of Adam and Burt (2003, televisiefilm) - zichzelf
- From Heaven to Hell (2002) - ...
- Pacino Is Missing (2002) - wachter
- Moving Targets (1999) - O'Malley
- Alien Force (1996) - Omnipresent Praxima
- Karate Raider (1995) - ...
- Assault of the Party Nerds 2: The Heavy Petting Detective (1995) - Randolph
- Reverse Heaven (1994) - dokter
- Beach Babes from Beyond (1993) - Mr. Bun
- The Dwelling (1993) - Crasmire
- Hot Under the Collar (1992) - de paus
- Virgin High (1991) - Dick Murphy
- Smoothtalker (1990) - laboratoriumtechnicus
- Kill Crazy (1990) - Michael
- The Girl I Want (1990) - vader
- Cyber-C.H.I.C. (1990) - Johnson
- Robot Ninja (1989) - Stanley Kane
- The Underachievers (1987) - Bowmont
- Fire in the Night (1986) - Paul
- High School U.S.A. (1984, televisiefilm) - Leraar
- Batman (1966) - Robin / Dick Grayson

## Televisieseries
* Exclusief eenmalige gastrollen

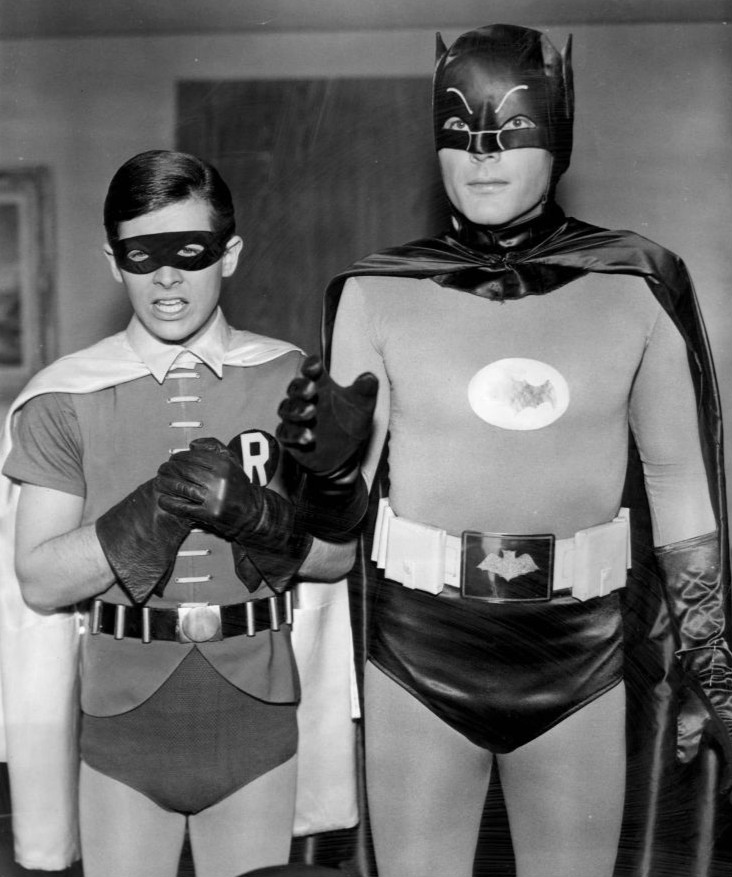
Ward (links) als Robin, met Adam West als Batman (1968)

- The New Adventures of Batman - stem Robin / Dick Grayson (1977, 16 afleveringen)
- Batman - Robin / Dick Grayson (1966-1968, 120 afleveringen)

## Privé
Ward trouwde in 1990 met zijn vierde vrouw, Tracy Posner. Samen met haar kreeg hij een jaar later dochter Melody Lane Ward. Zijn huwelijken met achtereenvolgens Bonney Lindsey, Kathy Kersh en Mariana Torchia eindigden alle drie in een echtscheiding. Samen met Lindsey kreeg hij in 1966 al dochter Lisa Ann Ward, die hem in 1991 voor het eerst opa maakte.

## Trivia
- Ward bracht in 1966 een door Frank Zappa geproduceerde single uit. Hierop vertolkt hij twee liedjes, Boy Wonder, I Love You en Orange Colored Sky.
- Ward richtte in 1994 samen met zijn vrouw Tracy Posner de hulporganisatie Gentle Giants Rescue and Adoptions, Inc. op, ter bevordering van het welzijn van grote hondenrassen.[1]
- Ward bracht in 1995 een autobiografie uit getiteld Boy Wonder: My Life in Tights. Hierin vertelt hij over zijn vriendschap met Batman-collega en hoofdrolspeler Adam West, zijn ervaringen tijdens de hoogtijdagen van de Batman-serie en zijn omgang met vrouwelijke fans in die tijd.

- Bibliothèque nationale de France: cb142378357 (data)
- Gemeinsame Normdatei: 119504790
- International Standard Name Identifier: 0000 0001 1766 4186
- Library of Congress Control Number: n96028254
- MusicBrainz: 6f511161-41ac-41cf-b53b-89c6a4e58bdd
- Nederlandse Thesaurus van Auteursnamen: 370107683
- Virtual International Authority File: 61758942
- WorldCat: E39PBJycRWBPkkGDwqCTR3FkDq